# Огул-Гаймыш
Огул-Гаймыш, Огул-Каймиш (ум. 1252) — жена монгольского хана Гуюка (1246—1248), ставшая после его смерти регентом государства.

## Биография
Происходила из меркитов. Была матерью двух сыновей Гуюка — Ходжа-Огула и Наку, также трёх дочерей. По смерти Гуюка в апреле 1248 года Огул-Гаймыш приказала доставить гроб с его телом в район реки Эмиль, где была его ставка. Бату, как старший среди чингизидов, предложил собрать курултай в Алакамаке (в неделе пути от Каялыке), где он в то время находился. Огул-Гаймыш должна была временно управлять государством при поддержке Чинкая и других советников. Поскольку хатун большую часть времени проводила с шаманами, каждый из её сыновей, как и другие царевичи, самовольно издавал приказы. Государственные дела пришли в беспорядок. Тем временем, участники курултая дали предварительное согласие на избрание ханом Мункэ, но сыновья Огул-Гаймыш, считая, что власть должна принадлежать дому Угэдэя, совершили попытку покушения на него, не увенчавшуюся успехом.
В начале 1250 года в ставку Огул-Гаймыш прибыло посольство короля Людовика Французского во главе с Андре де Лонжюмо. Подарки короля были сочтены данью, а вместо сотрудничества в борьбе с мусульманами, на которое рассчитывал Людовик, он получил письмо с требованием подчиниться и угрозами.
После возведения на престол в июле 1251 года Мункэ устроил суд над своими противниками из домов Чагатая и Угэдэя. К Огул-Гаймыш Мункэ питал ненависть, называя в беседе с Рубруком и в письме к королю Людовику «злейшей из ведьм» и «более подлой, чем собака». В 1252 году её подвергли пыткам и по обвинению в колдовстве казнили, зашив в кошму и бросив в воду.